# Їглава (річка)
Їглава (річка) (чеськ. Jihlava) — річка в Чехії, ліва притока річки Диє.
Належить до басейну Дунаю. Довжина 184 км, площа басейна 3 тис. км ². Витікає з Їглавських гір, біля підніжжя г. Яворжице (837 м); русло в глибокій долині. На річці — міста Їглава, Тршебич.

## Притоки
- * Ослава[cs] — ліва.
- Йіглавка, Бртніце, Рокитна — праві.

## Галерея

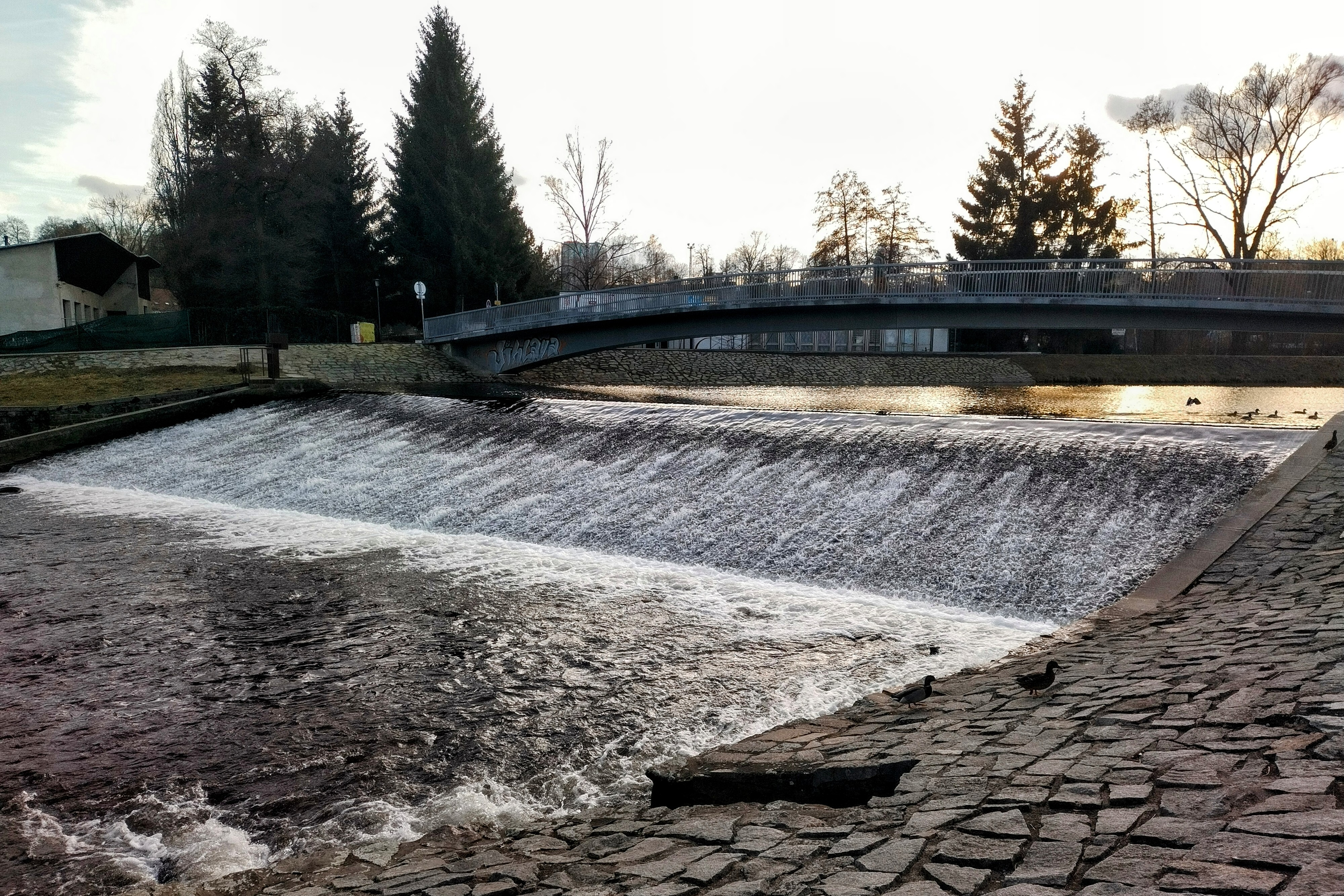
Гребля на річці Їіглава в однойменному місті
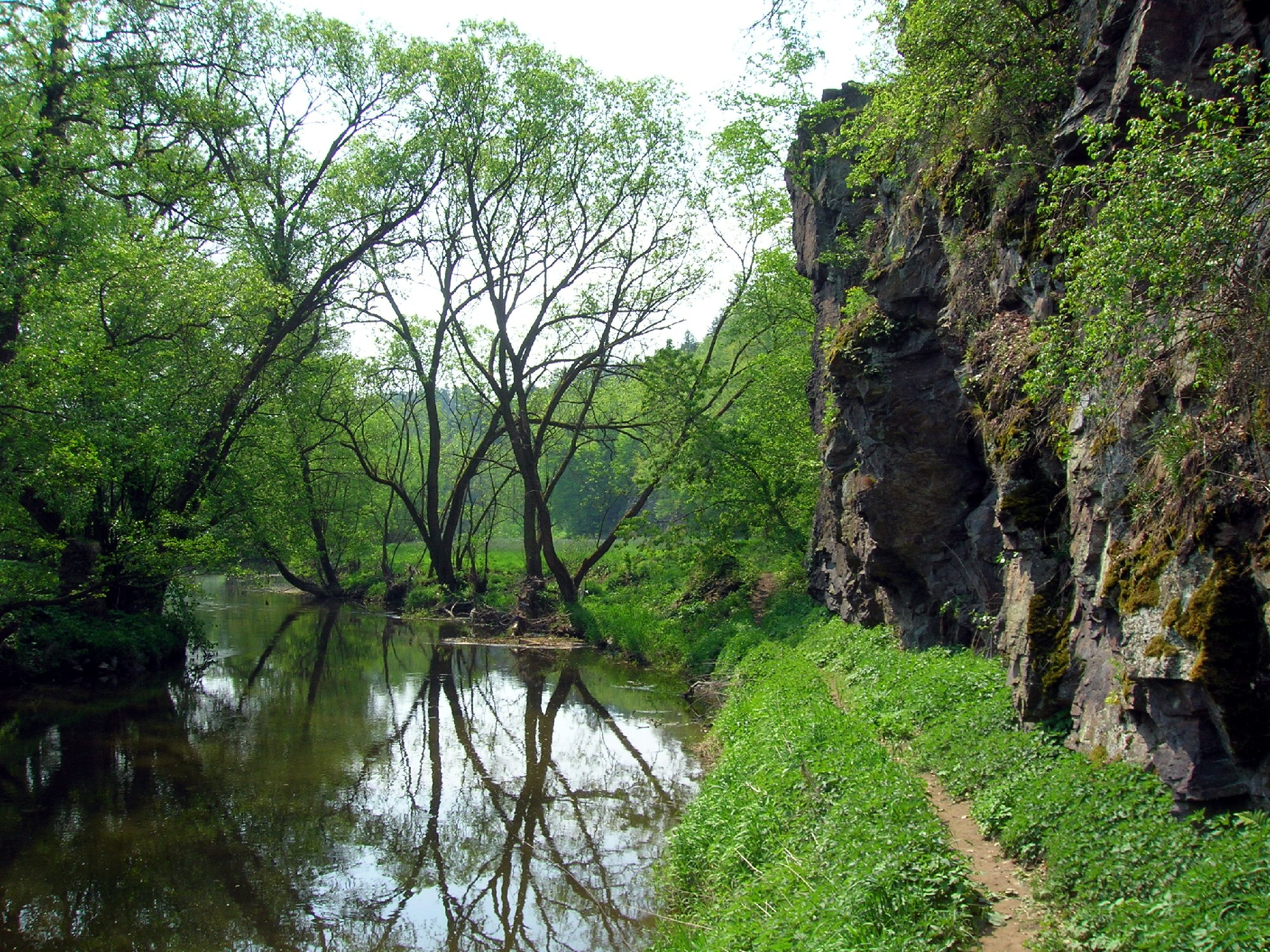
Річка Їглава біля Кратохвилова млина у Пршибиславіце
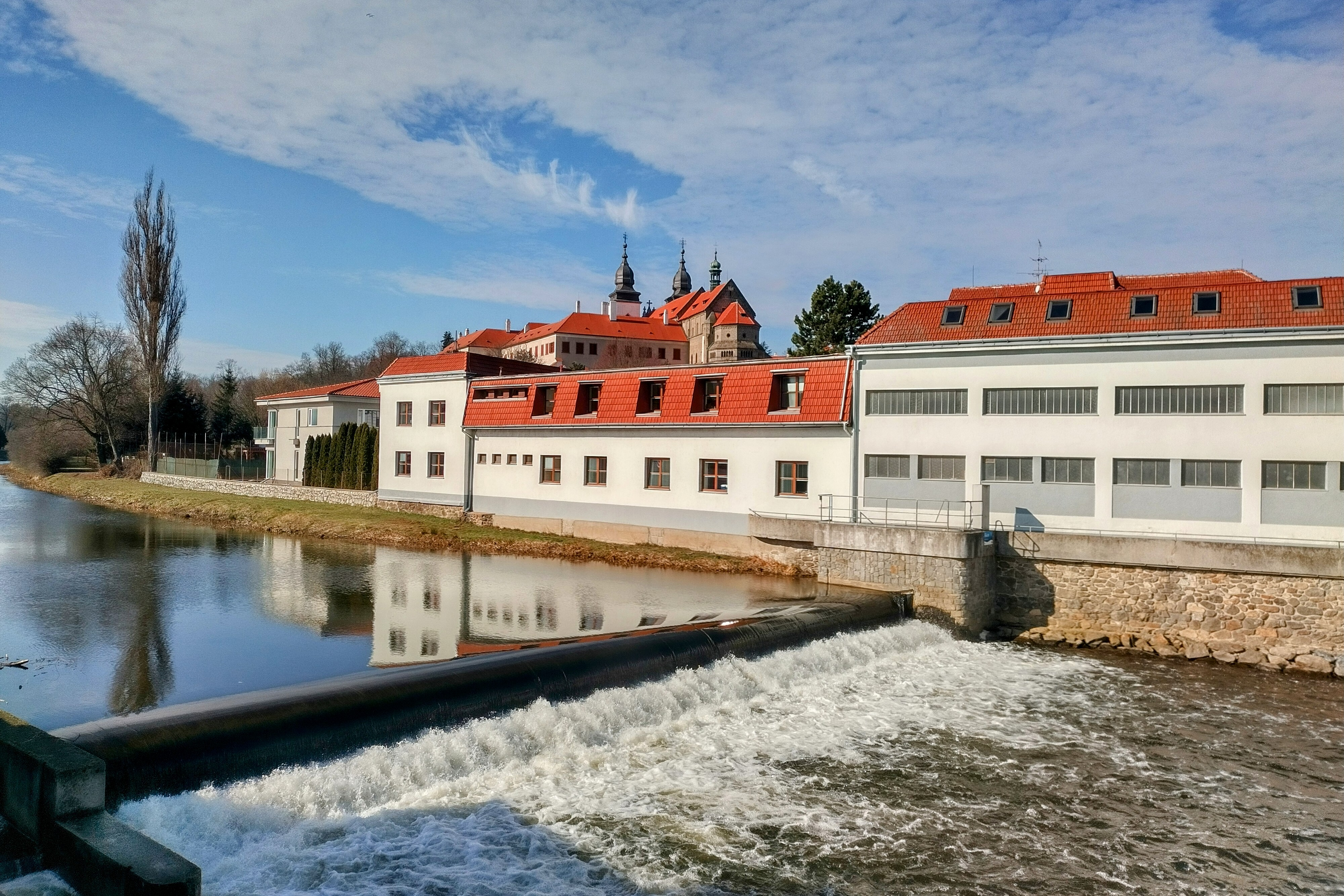
Гребля на річці у м. Тршебич